# 内田鎮次
内田 鎮次（うちだ しげつぐ）は、戦国時代の武将。大友氏一族の豊後国鎧ケ岳城主・戸次氏の家臣。戸次の二王の一人。
『柳河藩享保八年藩士系図』によると、相良氏庶流の内田宗頼(左衛門太夫)の子孫で代々肥後国山鹿郡内田村(現在の熊本県山鹿市菊鹿町下内田)の日渡城主であったが、文亀年間に日渡城没落以降、大友氏の庇護下に入るとする。
鎮次は大友氏の助勢を受けたまま戸次親家に仕官する。また大友義鎮（宗麟）より偏諱を受けた。同僚の森下備中（二代備中守、森下釣雲の父）と共に戸次家の政務、軍事、諸事などを担当したので、藤北戸次氏の権威を振るって、戸次の二王と称揚されたと伝わる。
家督は長男・鎮並が相続し、次男・鎮家は分家する。